# İbrahim Kaypakkaya
İbrahim Kaypakkaya (ur. 1949 w Karakaya w prowincji Çorum, zm. 18 maja 1973 w Diyarbakır) – turecki działacz i myśliciel polityczny, rewolucjonista, założyciel Tureckiej Partii Komunistycznej / Marksiści-Leniniści (TKP/ML).
Obecnie jest traktowany przez wielu działaczy komunistycznych jako symbol oporu i istotny teoretyk marksizmu-leninizmu-maoizmu. Kaypakkaya schwytano po tym, jak został ranny w starciu z armią turecką w prowincji Tunceli w 1973, a następnie stracono w więzieniu Diyarbakir cztery miesiące później.

## Życiorys
Urodził się w 1949 w tureckiej rodzinie alewickiej. W młodości dostarczał czasopisma polityczne do sąsiednich wiosek. Później zetknął się z ideami rewolucyjnymi jako student Wydziału Fizyki Uniwersytetu Stambulskiego. Został członkiem Rewolucyjnej Partii Robotniczo-Chłopskiej Turcji (TİİKP). W 1967 był jednym z założycieli lokalnego oddziału Federacji Klubów Idei (tur. Fikir Kulüpleri Federasyonu). W marcu 1968 dołączył do fundacji Klubu Idei Çapa (tur. Çapa Fikir Kulübü) i został jego prezesem. W listopadzie 1968 został wydalony z uniwersytetu za przygotowanie ulotki przeciwko wizytującej 6. Flocie Marynarki Wojennej USA.
Był zwolennikiem tezy Narodowej Rewolucji Demokratycznej. Pracował w gazecie o nazwie „Isci-Koylu” (pol. Robotnik-Chłop). Pisał również artykuły do magazynów o nazwie „Aydinlik” (Oświecenie) i „Turk Solu” (Lewica Turecka). Odłączył się od działań Doğu Perinçek z Partii Pracy i jego grupy, ponieważ uważał ich za rewizjonistów i oportunistów. Założył następnie Turecką Partię Komunistyczną / Marksiści-Leniniści i prowadził działania w miastach Dersim, Malatya, Tunceli i Antep.
26 stycznia 1973 Kaypakkaya i kilku jego towarzyszy zostało aresztowanych. Przewieziono go do więzienia Diyarbakır, gdzie poddawano regularnym przesłuchaniom oraz torturom. 18 maja 1973 Kaypakkaya został ponownie poddany torturom, a następnie zastrzelony przez oficerów wojskowych. Jego ciało okaleczono i pocięto. Oficjalnie, jako przyczynę śmierci podano samobójstwo.